# Nicola Luisotti
Nicola Luisotti (Viareggio, 26 novembre 1961) è un direttore d'orchestra italiano.

## Primi anni
Inizia a studiare all'età di 9 anni attraverso gli insegnamenti del parroco del paese e del padre Giulio che gli insegna i primi rudimenti musicali. 
A 11 anni diventa direttore del coro della Chiesa di San Martino (Bargecchia), piccolo paesino nel comune di Massarosa dove trascorre i primi anni della sua vita. Studia pianoforte con vari insegnanti tra cui Luciano Maraviglia e successivamente a Lucca, all'Istituto Musicale Luigi Boccherini e con Itala Balestri Del Corona e Riccardo Peruzzi. Organo principale con Sandro Sandretti, Composizione con Gaetano Giani Luporini, Fulvio Pietramala e Pietro Rigacci. Studia inoltre tromba con Battista Ceragioli e Andrea Tofanelli, Canto con Marta Pini Lunardi.
Durante gli studi inizia a lavorare al Festival Puccini di Torre del Lago, esperienza importantissima poiché lavora in ogni settore artistico, cosa che gli permetterà di comprendere a pieno il funzionamento della complessa macchina teatrale legata al mondo dell'Opera. Canta nel Coro, suona quindi in Orchestra, fa le prove musicali al pianoforte e dirige i complessi fuori scena sino a diventare l'assistente personale di tutti i Direttori d'Orchestra del Festival. Esperienze importantissime per un giovane aspirante Maestro.
Vince quasi contemporaneamente due audizioni, quella per Artista del Coro al Maggio Musicale Fiorentino e quella per Maestro collaboratore del Teatro alla Scala di Milano. Alla Scala nell'aprile 1989 inizia come Maestro collaboratore di palcoscenico in Don Giovanni (opera), in dicembre ne I vespri siciliani e Lo frate 'nnamorato ed in gennaio in Fidelio. Queste esperienze gli permetteranno di osservare da vicino i grandi Direttori d'Orchestra come Riccardo Muti e Lorin Maazel che saranno fonte di ispirazione per la sua carriera futura. Incontra poi, su suggerimento di Claudio Desderi, Piero Bellugi che gli consiglierà, dopo averne constatato il talento, di intraprendere la carriera di Direttore d'Orchestra.

## Vita professionale
Durante un'audizione al Maggio Musicale Fiorentino, Vittorio Sicuri, l'allora Maestro del Coro del Teatro, ne scopre casualmente il talento e gli propone di diventare suo assistente come altro Maestro del Coro del Teatro La Fenice di Venezia. Rimarrà in carica alla Fenice anche come Maestro del Coro per qualche mese prima di andare al Teatro Bellini di Catania dove sarà ancora Maestro del Coro sino a settembre del 1997, anno di inizio della sua carriera direttoriale. Dirige nel circuito lombardo in quell'anno Nabucco e i Carmina Burana a Palermo, ma la vera prima occasione arriva dal Teatro Vittorio Emanuele II di Messina. Lorenzo Genitori nel 1998 lo invita a dirigere la sua prima Tosca in quel Teatro e successivamente Mefistofele e La bohème.
Al Teatro Verdi di Trieste nel dicembre 2000 dirige Stiffelio di Verdi di cui esiste un CD per la Dynamic e ripreso da RaiSat.
Eytan Pessen, l'allora Direttore Artistico di Stoccarda, lo sente dirigere e ne rimane profondamente impressionato. Lo invita quindi nel suo Teatro a dirigere una nuova produzione di Il trovatore. È il 2001 ed è il successo personale di Nicola Luisotti. Tutti i più grandi Teatri se lo contendono, la Scala, Il Carlo Felice di Genova, il Regio di Parma, l'Arena di Verona, Il Verdi di Trieste, il Teatro Comunale di Bologna e naturalmente all'estero, l'Operà di Parigi, Il Covent Garden di Londra, il Metropolitan di New York, il Teatro Real di Madrid, l'Opera di Vienna, l'Opera di Monaco, la Suntory Hall di Tokyo, Los Angeles Opera, l'Opera di Francoforte, il Teatro della Maestranza di Siviglia, la Semper Oper di Dresda.

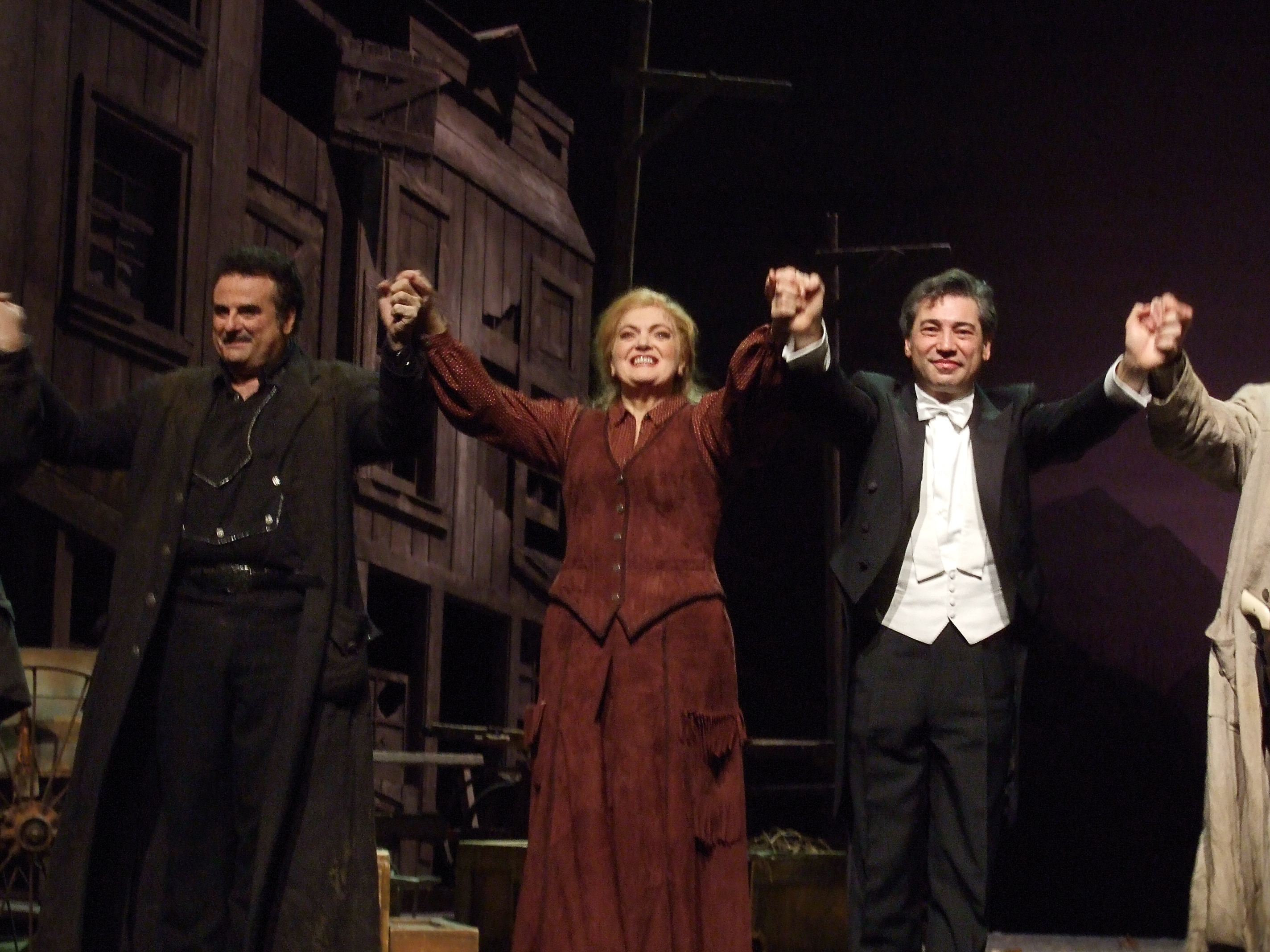

Nel 2002 debutta al Teatro Regio di Parma con Tosca ed all'Arena di Verona con Il trovatore. Nuovamente a Trieste nel 2002 dirige I puritani ed Il trovatore. Per la Scala nel 2002 dirige Oberto, Conte di San Bonifacio al Teatro degli Arcimboldi. All'Opéra National de Paris nel 2003 dirige La traviata, nel 2005 Otello e nel 2007 Tosca. Per San Francisco Opera nel 2005 dirige La forza del destino, opera che veramente segnerà il destino di Nicola Luisotti che ne diventerà Direttore Musicale. Al Metropolitan Opera House debutta nel 2006 con Tosca. Alla Royal Opera House nel 2007 dirige Il trovatore e Madama Butterfly, nel 2008 Turandot e nel 2010 Aida nella nuova produzione di David Mc Vicar e nel 2014 Don Giovanni per la regia di Kasper Holten registrato in DVD. Alla Wiener Staatsoper nel 2007 dirige Simon Boccanegra con Thomas Hampson e Ferruccio Furlanetto. Ancora al Metropolitan nel 2008 dirige La bohème con Angela Gheorghiu e Ramon Vargas e nel 2010 La fanciulla del West con Debora Voigt e Marcello Giordani, entrambi registrati in DVD per la EMI e la Deutsches Grammophon.
A San Francisco torna nel 2008 con La bohème, nel 2009 con Il trovatore, Otello e Salome, nel 2010 La fanciulla del West, Aida e Le nozze di Figaro, nel 2011 Carmen, Don Giovanni e Turandot, nel 2012 Attila con Ferruccio Furlanetto e Samuel Ramey, Lohengrin, Rigoletto e Tosca. Nel 2013 Così fan tutte, Mefistofele, registrato in DVD, il Requiem di Verdi con i complessi musicali del Teatro San Carlo di Napoli e di San Francisco Opera riuniti per una storica esecuzione. Dirige inoltre Falstaff con Bryn Terfel e Ainoha Arteta.
Nuovamente alla Scala nel 2011 dirige alcuni concerti con la Filarmonica e Attila di Verdi in una nuova produzione di Gabriele Lavia, nel 2012 Tosca e nel 2013 ancora dei concerti con la Filarmonica e ancora una nuova produzione di Nabucco con Leo Nucci, ripreso poi dalla Royal Opera House di Londra con Placido Domingo nel ruolo del titolo.
Al Teatro San Carlo di Napoli nel 2012 dirige I masnadieri di Giuseppe Verdi, di cui esiste un DVD trasmesso da Rai 5, nel 2013 la Messa da requiem di Verdi e Aida. Nel 2014, sempre a Napoli, Otello con Marco Berti, Roberto Frontali e Lianna Haroutounian, ripreso e trasmesso dalla RAI.
Nel 2013 dirige il Requiem di Verdi alla Suntory Hall di Tokyo e nel 2014 dirige per la prima volta un concerto al Teatro Regio di Torino.
Ha recentemente diretto al Teatro Real di Madrid e alla Scala di Milano il Rigoletto di Verdi con Leo Nucci e Il Trittico e La Traviata alla Royal Opera House di Londra.
Amato dalle Orchestre di tutto il mondo per la sua naturale spontaneità e creatività, dirige anche alcune tra le Orchestre più importanti del globo: Santa Cecilia di Roma, la Tokyo Symphony, la Russian National Orchestra, i Berliner Philharmoniker, la Bayerisch Rundfunk Orchestra, la NHK di Tokyo, la Cleveland Orchestra, la Philadelphia Orchestra, la San Francisco Symphony, la Atlanta Symphony, la StaatsKapelle di Dresda, la London Philharmonia, la RAI di Torino.
È stato Direttore Musicale di San Francisco Opera dal 2009 al 2018 e Direttore Musicale al Teatro San Carlo di Napoli dal 2012 sino al 2014. È stato inoltre Direttore ospite principale della Tokyo Symphony Orchestra dal 2009 al 2012.
Attualmente riveste il ruolo di "Director Principal Invitado" del Teatro Real di Madrid (dal 2017)

## CD (parziale)
- Verdi: Stiffelio - Enzo Capuano/Dīmītra Theodosiou/Mario Malagnini/Coro e Orchestra del Teatro Verdi (Trieste)/Nicola Luisotti, 2001 Dynamic
- Verdi: I masnadieri - Giacomo Prestia/Aquiles Machado/Artur Ruciński/Lucrecia Garcia/San Carlo Theatre Orchestra/Nicola Luisotti, 2012 C Major
- Netrebko & Villazón, Duets - Luisotti/Staatskapelle Dresden, 2006 Deutsche Grammophon

## DVD & BLU-RAY (parziale)
- Mozart: Don Giovanni - (Royal Opera House, 2014), Opus Arte/Naxos
- Puccini: Fanciulla del West - Luisotti/Voigt/Giordani/MET, regia Giancarlo Del Monaco - 2010 Deutsche Grammophon
- Strauss: Salome - (Teatro Comunale di Bologna, 2010), regia di Gabriele Lavia, Arthaus Musik/Naxos
- Verdi: I masnadieri - Giacomo Prestia/Aquiles Machado/Artur Ruciński/Lucrecia Garcia/Orchestra e Coro del Teatro San Carlo, regia di Gabriele Lavia, 2012 C Major/Naxos
- Boito: Mefistofele - Ildar Abdrazakov/Ramon Vargas/Patricia Racette/San Francisco Opera, regia di Robert Carsen, 2014 EuroArts
- Puccini: La Bohème - Angela Georghiu/Ramon Vargas/Ludovic Tézier/Ainoha Arteta/Oren Gradus/Quinn Kelsey/Paul Plishka/MET, regia di Franco Zeffirelli, 2008 EMI
- Verdi: Nabucco - Placido Domingo/Lyudmila Monastyrska/Vitalij Kowaljow/Andrea Carè/Marianna Pizzolato/ROH, regia di Daniele Abbado, 2015 SONY
- Puccini: Turandot - Irene Theorin/Gregory Kunde/Yolanda Auyanet/Andrea Mastroni/Teatro Real Madrid, regia di Robert Wilson, 2020 Bel air Classique

## Premi artistici
Premio Giacomo Puccini (New York 2010)
Pantera d'oro (Lucca 2008)
World Affairs Council Award (San Francisco 2015)
Premio Alfredo Catalani (Lucca 2017)
San Francisco Opera Medal (San Francisco 2017)
Premio opera XXI (Barcelona 2020)
Premio Teatro Real (Madrid 2021)

## Titoli e onorificenze
Accademico delle Arti dell'Accademia Lucchese di Scienze, Lettere e Arti (4 Agosto 2014)

Altri progetti
- Wikimedia Commons contiene immagini o altri file su Nicola Luisotti